# Commercial Resupply Services

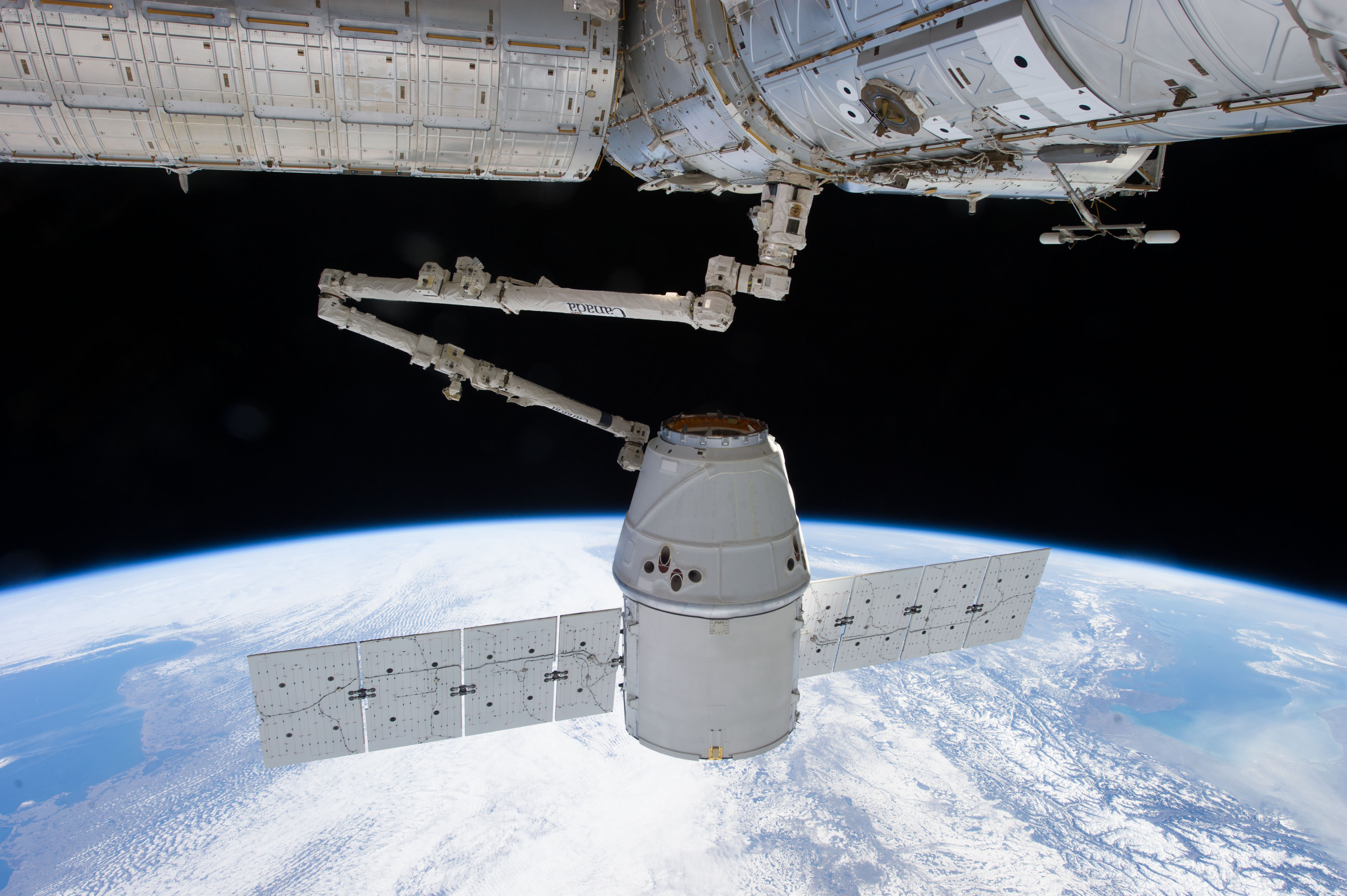
El març de 2013, una SpaceX Dragon va ser atracada a l'EEI

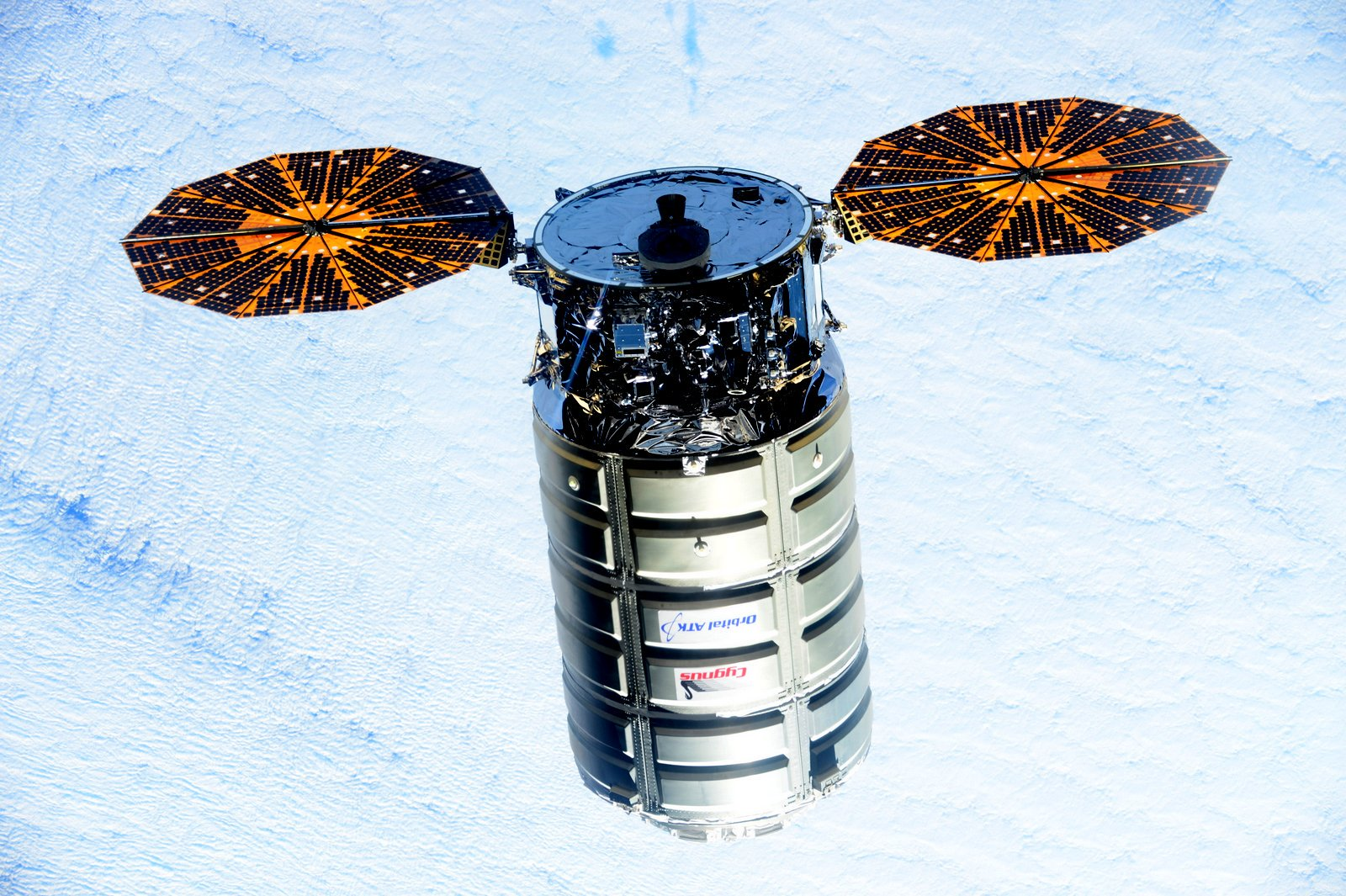
Cygnus 5 prop de l'EEI, 2015

Commercial Resupply Services (CRS) són una sèrie de contractes adjudicats per la NASA entre 2008–2016 per al lliurament de càrrega i subministraments a l'Estació Espacial Internacional (EEI) sobre naus espacials operades comercialment.

## Primera fase: CRS1
Els primers contractes de CRS es van signar el 2008 i es van atorgar 1,6 mil milions de dòlars per a SpaceX per a dotze missions de transport de càrregua i 1,9 mil milions de dòlars per Orbital Sciences per a vuit missions, que abasta els enviaments fins al 2016. El 2015, la NASA va estendre els contractes de la fase 1 ordenant uns tres vols d'abastament addicionals d'SpaceX i un d'Orbital Sciences Corporation. Després d'ampliacions addicionals a finals de 2015, s'ha contractat a SpaceX vint missions i deu a Orbital en la primera fase.
SpaceX va començar a fer volar missions de proveïment el 2012 amb la nau espacial de càrrega Dragon llançada en coets Falcon 9 des del Space Launch Complex 40 a Cape Canaveral Air Force Station, Cap Canaveral, Florida. Orbital va començar a fer les entregues el 2013 amb la nau espacial Cygnus llançada amb el coet Antares des del Launch Pad 0A al Mid-Atlantic Regional Spaceport (MARS), Wallops Island, Virgínia.

## Segona fase: CRS2
Una segona fase de contractes (coneguda com a CRS2) van ser sol·licitada i proposada el 2014, per iniciar els llançaments en 2019 i s'estendran com a mínim fins al 2024. El 14 de gener de 2016 es va adjudicar a tres empreses, cadascuna per a un mínim de sis llançaments: el Dream Chaser de Sierra Nevada Corporation (SNC), el SpaceX Dragon 2 de SpaceX, i el Cygnus d'Orbital ATK es van seleccionar, En desembre de 2020 es van anunciar tres missions CRS-2 més per a Dragon 2 que cobrien fins al CRS-29.